# روبرت ج . وولكر

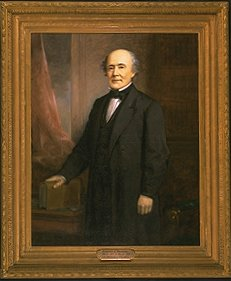
روبرت ج. وولكر

روبرت جون وولكر (بالإنجليزية Robert John Walker) وهو محامي واقتصادي وسياسي أمريكي ينتمي إلى الحزب الديمقراطي وخدم في مجلس الشيوخ الأمريكي ما بين عامي 1835 إلى عام 1845 ممثلا عن ولاية مسيسيبي شغل بعدها وولكر منصب وزير الخزانة من عام 1845 إلى عام 1849 في عهد الرئيس الأمريكي آنذاك جيمس بولك. شغل وولكر منصب حاكم على إقليم كانساس ما بين شهر نيسان من سنة 1857 إلى شهر كانون الأول من نفس السنة.
أيد السيناتور ووكر بقوة عملية ضم تكساس. وبوصفه أمينا للخزانة، كان مسؤولا عن إدارة التمويل المتعلق بالحرب المكسيكية الأمريكية، وشارك في فضيحة مصرفية، وقام بإعادة هيكلة التعريفات الجمركية. استقال ووكر من منصب حاكم إقليم كانساس في عام 1857 بعد فترة وجيزة من تعيينه من قبل الرئيس جيمس بوكانان بسبب معارضته لدستور ليكومبتون المؤيد للرق. تقاعد ووكر من السياسة ودعم الاتحاد خلال الحرب الأهلية الأمريكية وواصل ممارسة القانون في واشنطن العاصمة.
ولد روبرت جون وولكر في 23 تموز من سنة 1801 في ولاية بنسلفانيا وتوفي رفي 11 تشرين الثاني من سنة 1869 في العاصمة الأمريكية واشنطن.

## السيرة المهنية
التحق روبرت ووكر بنقابة المحامين في ولاية بنسلفانيا بمدينة بيتسبرغ عام 1821، ومارس المحاماة هناك بين عامي 1822 و1826، حتى انتقل إلى ناتشيز بولاية المسيسيبي، حيث كان والده قد توفي عام 1824 في منزل شقيقه دنكن ووكر. انضم روبرت بعد ذلك إلى شقيقه دنكن في ممارسة مهنة المحاماة ضمن شراكة مربحة. شارك ووكر وعمه في المضاربة على القطن والأراضي والعبيد. ووفقًا لما ذكره محررو أوراق جيفرسون ديفيس، فقد «انخرط في مضاربات عقارية واسعة النطاق، راكم من خلالها، إلى جانب مساحات من الأراضي، ديونًا بلغت عدة مئات الآلاف من الدولارات. وكان جوزيف إي. ديفيس، الشقيق الأكبر لجيفرسون ديفيس، عضوًا في اتحاد للأراضي نظمه ووكر وويليام إم. غوين».
مع ذلك، انتقل شقيقه دنكن -وهو نائب سابق في الهيئة التشريعية لولاية مسيسيبي- إلى ولاية تكساس في 1834 لأسباب صحية، حيث انخرط في مضاربات عقارية وشارك في حركة الاستقلال المتنامية. وبسبب مشاركته في الثورة الفاشلة لتكساس عام 1835، أُلقي القبض على دنكن ووكر وسُجن في المكسيك، ثم سافر إلى كوبا بعد الإفراج عنه، حيث تُوفي في 31 ديسمبر 1835 (فانتقلت ممتلكاته في تكساس إلى شقيقه روبرت بحق الميراث).

### عضو مجلس الشيوخ الأمريكي (1835 - 1845)
برز روبرت ووكر سياسيًا خلال أزمة الإبطال عام 1832، إذ دافع حتى عن حق الحكومة الفدرالية في فرض سلطتها على الولايات المتمردة، وحاز بذلك إشادة من الرئيس الأسبق جيمس ماديسون. وفي 1836، بات ووكر مرشح الاتحاد لمجلس الشيوخ الأمريكي عن ولاية مسيسيبي، وفاز في الانتخابات متغلبًا على العضو القائم آنذاك جورج بويندكستر، الذي اتهمه بتزوير عروض شراء الأراضي التي حصلت عليها ولاية المسيسيبي من قبيلة التشوكتاو بموجب معاهدة دانسينغ رابيت كريك (1831). شغل ووكر منصب عضو في مجلس الشيوخ الأمريكي عن الحزب الديمقراطي الاتحادي من 1835 حتى 1845، إذ أُعيد انتخابه بفارق صوتين إلى واحد ضد خصمه سيرجنت إس. برنتيس. تمكن أيضًا من إقناع المشرعين في ولاية المسيسيبي باعتماد قرارات تدين مبدأ الإبطال والانفصال وتعدهما خيانة.
كان روبرت ووكر من أنصار التطور الإقليمي للولايات المتحدة، فدعم إدارة الرئيس أندرو جاكسون، وصوت عام 1837 للاعتراف بجمهورية تكساس (ربما لاستكمال إرث شقيقه)، واقترح في يناير 1844 ضم تكساس إلى الولايات المتحدة، بشرط تحرير تدريجي واستعباد لسكانها من ذوي الأصول الإفريقية، وهو ما جلب عليه انتقادات من جون سي. كالهون. مع ذلك، فقد تقدم ووكر بمقترح قرار الضم المشترك عام 1845. عمل أيضًا على ترشيح وانتخاب جيمس كيه. بولك في 1844، ومن أسباب ذلك أن الرئيس مارتن فان بيورين كان يعارض ضم تكساس. كان ووكر أيضًا من مؤيدي منح الأراضي العامة للولايات الجديدة، وقد قدم مشروع قانون الهومستيد عام 1836. أيد ووكر فرض تعرفة جمركية منخفضة، بما يتماشى مع مصالح الزراعة في ولايته، وعارض توزيع الفوائض المالية الفيدرالية خشية أن يُستخدم ذلك ذريعة لرفع معدلات التعرفة الجمركية. وكان من أبرز المؤيدين لفكرة نظام الخزانة المستقلة. عارض كذلك إنشاء بنك الولايات المتحدة، وعارض لاحقًا إلغاء تسوية ميزوري لعام 1820.
بوصفه سيناتورًا عن ولاية مسيسيبي ومالكًا للعبيد بنفسه، دافع روبرت ووكر بدأب عن نظام العبودية، رغم معارضته لتجارة الرقيق الإفريقية، وتأييده للتحرير التدريجي وجهود جمعية الاستعمار الأمريكية. وقد شدد على الفوائد الاقتصادية للعبودية، وزعم أن العبيد أو الأمريكيين من أصول إفريقية قد ينحدرون إلى الانحلال الأخلاقي أو الجنون حال غياب أسياد حازمين. مع ذلك، حرر ووكر في 1838 عددًا من عبيده.
ادعى ووكر أيضًا أن ضم تكساس المستقلة إلى الولايات المتحدة كان أمرًا ضروريًا لمنع وقوعها في يد بريطانيا العظمى، التي كانت ستستخدمها قاعدة لنشر الفتنة والاضطراب في أنحاء الجنوب. وحذّر سكان الشمال من أنه إذا نجحت بريطانيا في تقويض نظام العبودية، فإن العبيد المُحررين سيتجهون شمالًا، حيث «ستمتلئ دور الفقراء والسجون وملاجئ الصم والبكم والعميان والبُله والمجانين عن آخرها».

## روابط خارجية
- روبرت ج . وولكر على موقع الموسوعة البريطانية (الإنجليزية)
- روبرت ج . وولكر على موقع إن إن دي بي (الإنجليزية)